# لفافة مستعرضة
إن اللفافة المستعرضة (أواللفافة المستعرضة) هي غشاء صفاق رقيق يوجد بين السطح الداخلي لـ العضلة المستعرضة البطنية واللفافة خارج الصفاق.
تشكل اللفافة المستعرضة جزءًا من الطبقة العامة لـ اللفافة المبطنة لـ الجدار البطني، وتستمر اللفافة بصورة مباشرة مع اللفافات الحرقفية ولفافة الحوض.
تكون اللفافة المستعرضة سميكة وكثيفة التركيب في المنطقة الأربية، وتتصل بالألياف من الصفاق من العضلة المستعرضة البطنية. وتصبح اللفافة رفيعة بينما تصعد إلى الحجاب الحاجز وتلتف مع اللفافة المغطية للسطح السفلي من هذه العضلة.

## الحدود
من الخلف، تختفي وسط الدهون المغطية للأسطح الخلفية لـ الكليتين.
من الأسفل، ترتبط بما يلي: من الخلف، الطول الكامل لـ العرف الحرقفي، بين وصلات العضلة المستعرضة البطنية والعضلة الحرقفية؛ وتتصل بين الشوكة الحرقفية الأمامية العلوية والأوعية الدموية الفخذية بالهامش الخلفي لـ الرباط الأربي وتستمر هناك مع اللفافة الحرقفية.
تكون اللفافة المستعرضة رفيعة عند منتصف الأوعية الدموية الفخذية وتتصل بـ العانة والخط العاني، خلف الرابط الحرقفي، الذي تتحد معه اللفافة المستعرضة؛ وتهبط اللفافة المستعرضة أمام الأوعية الدموية الفخذية لتكون جدارًا أماميًا لـ الغمد الفخذي.
تشتد اللفافة المستعرضة أسفل الرباط الأربي بحزمة من الأنسجة الليفية التي تتصل اتصالاً رخوًا بالرباط الأربي وتتخصص كـ الرباط الحرقفي العاني.

## الفتح
يمر الحبل المنوي عند الذكر والرباط المستدير في الرحم عند الأنثى عبر اللفافة المستعرضة عند نقطة تسمى الحلقة الأربية العميقة.
لا تظهر هذه الفتحة من الخارج، حيث تمتد اللفافة المستعرضة على تلك التركيبات كـ اللفافة الغائرة للحبل المنوي.

## صور إضافية

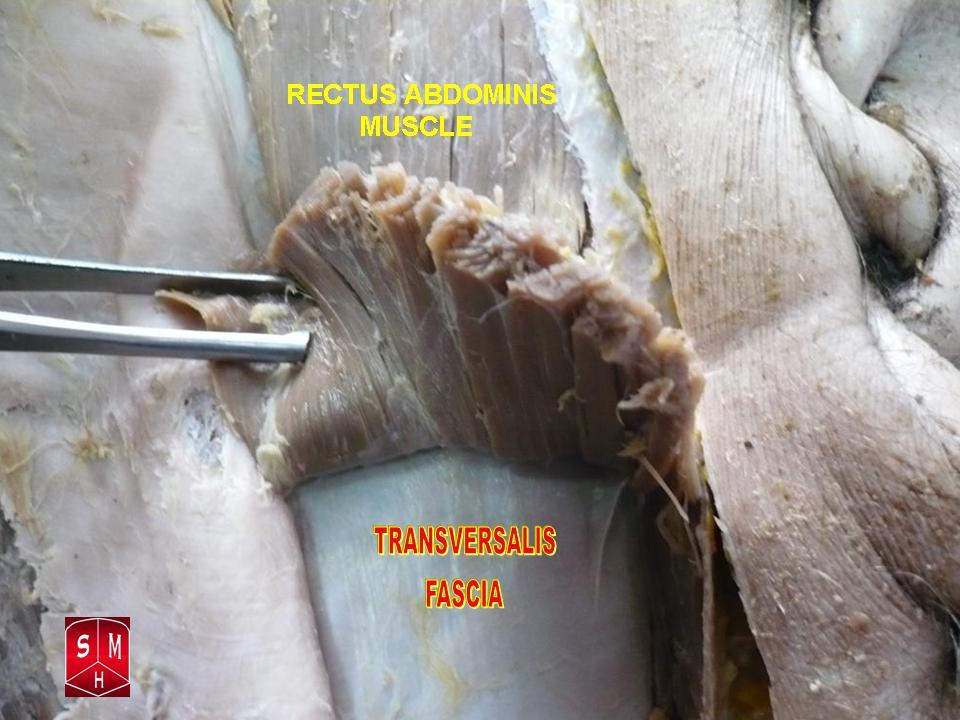
اللفافة المستعرضة
رسم تخطيطي للغمد المستقيمي.
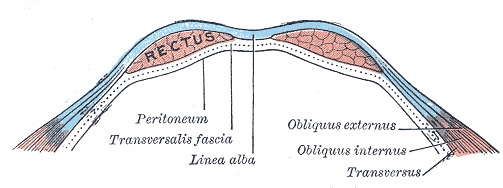
رسم تخطيطي لقطاع مستعرض عبر الجدار البطني الأمامي, أسفل الخط الهلالي.
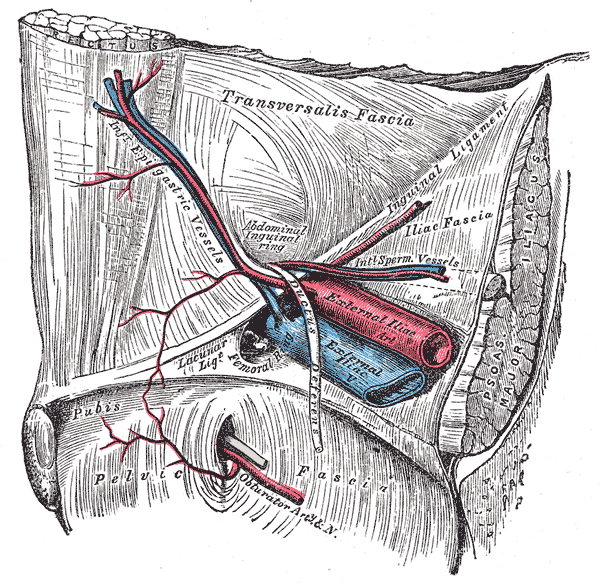
Gray547.png